# Around the Fur
Around The Fur — другий студійний альбом американського ню-метал гурту Deftones виданий на Maverick Records. Реліз відбувся 28 жовтня 1997 року. Альбом має два сингли: My Own Summer (Shove It) та Be Quiet and Drive (Far Away), на які було знято і відео. 
Загальна тривалість композицій становить 74:00. Альбом відносять до напрямку ню-метал.

## Список пісень
| #   | Назва                           | Тривалість |
| --- | ------------------------------- | ---------- |
| 1.  | «My Own Summer (Shove It)»      | 3:35       |
| 2.  | «Lhabia»                        | 4:11       |
| 3.  | «Mascara»                       | 3:45       |
| 4.  | «Around the Fur»                | 3:31       |
| 5.  | «Rickets»                       | 2:42       |
| 6.  | «Be Quiet and Drive (Far Away)» | 5:08       |
| 7.  | «Lotion»                        | 3:57       |
| 8.  | «Dai the Flu»                   | 4:36       |
| 9.  | «Headup»                        | 5:12       |
| 10. | «MX»                            | 37:18      |

## Чарти
Альбом - Billboard (Північна Америка)
| Рік  | Чарт                  | Позиція |
| ---- | --------------------- | ------- |
| 1997 | Billboard Heatseekers | 1       |
| 1997 | Billboard 200         | 29      |

Сингли
| Рік  | Синг                            | Найвища позиція | Найвища позиція | Найвища позиція |
| Рік  | Синг                            | U.S. Mod        | США             | UK              |
| ---- | ------------------------------- | --------------- | --------------- | --------------- |
| 1997 | "My Own Summer (Shove It)"      | —               | —               | 29              |
| 1998 | "Be Quiet and Drive (Far Away)" | —               | 29              | 50              |